# Шарнось
Шарнось (пол. Szarnoś, нім. Scharnhorst) — село в Польщі, у гміні Свеці-над-Осою Ґрудзьондзького повіту Куявсько-Поморського воєводства.
Населення — 309 осіб (2011).
У 1975-1998 роках село належало до Торунського воєводства.

## Демографія
Демографічна структура станом на 31 березня 2011 року:
|          | Загалом | Допрацездатний вік | Працездатний вік | Постпрацездатний вік |
| -------- | ------- | ------------------ | ---------------- | -------------------- |
| Чоловіки | 148     | 53                 | 84               | 11                   |
| Жінки    | 161     | 52                 | 89               | 20                   |
| Разом    | 309     | 105                | 173              | 31                   |